# Mamadou Tandja
Mamadou Tandja (1938 – Niamey, 24 de novembro de 2020) foi um militar e político nigerino que ocupou o cargo de presidente do seu país de 22 de dezembro de 1999 até 18 de fevereiro de 2010 quando foi derrubado por um golpe de estado.

## Carreira
Ele foi presidente do Movimento Nacional para a Sociedade de Desenvolvimento (MNSD) de 1991 a 1999 e concorreu sem sucesso como candidato presidencial do MNSD em 1993 e 1996 antes de ser eleito para seu primeiro mandato em 1999. Enquanto servia como presidente do Níger, ele também foi presidente da Comunidade Econômica dos Estados da África Ocidental de 2005 a 2007.
Tandja era de etnia mista Fula e Soninke. Ele foi o primeiro presidente do Níger que não era etnicamente Hausa ou Djerma.
Após uma crise constitucional em 2009, causada pelos esforços de Tandja para permanecer no cargo além do fim originalmente programado de seu mandato, ele foi deposto pelos militares em um golpe de estado em 18 de fevereiro de 2010.
Morreu em 24 de novembro de 2020, aos 82 anos, em Niamey.